# Slovenská Kajňa
Slovenská Kajňa (in ungherese Alsónyírjes) è un comune della Slovacchia facente parte del distretto di Vranov nad Topľou, nella regione di Prešov.